# Сланцевий Рудник
Сла́нцевий Рудни́к (рос. Сланцевый Рудник) — селище у складі Яшкинського округу Кемеровської області, Росія.

## Населення
Населення — 2 особи (2010; 12 у 2002).
Національний склад (станом на 2002 рік):
- росіяни — 92 %